# Decodificación aberrante

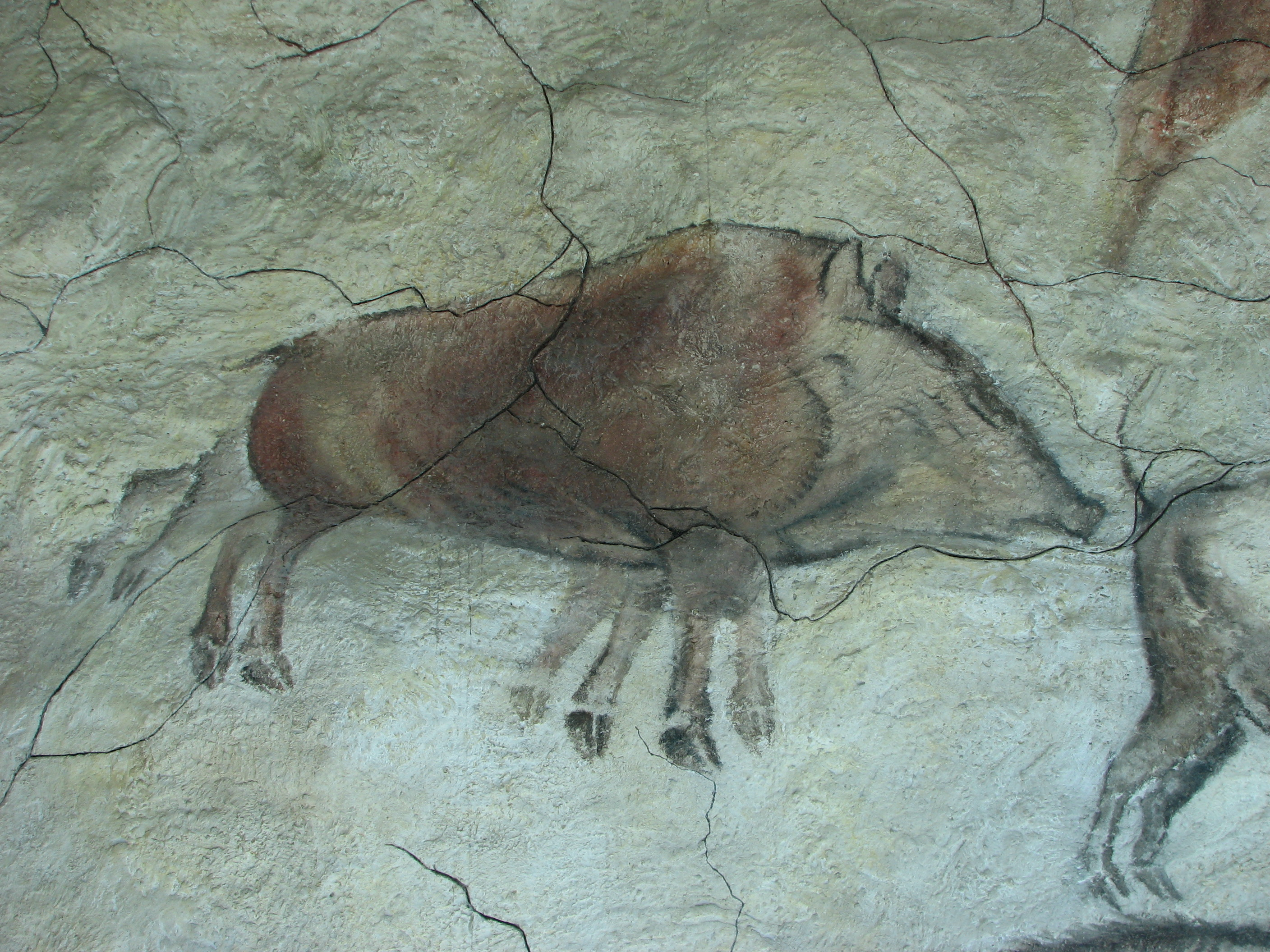
Pintura de Altamira.

La decodificación aberrante o la lectura aberrante es un concepto utilizado en campos como la comunicación y los estudios de medios, la semiología y el periodismo que comprende el análisis de cómo los mensajes pueden interpretarse de manera diferente a lo que pretendía su remitente. Umberto Eco propuso el término en un artículo publicado originalmente en italiano en 1965, y luego traducido al inglés en 1972.
Según Eco, las decodificaciones aberrantes eran raras en las sociedades preindustriales, cuando la mayor parte de la comunicación se producía entre personas que compartían la misma cultura. Su hipótesis enumera cuatro clases de excepciones en las que pueden ocurrir decodificaciones aberrantes:
- Gente que no comparte el mismo idioma.
- Gente que trata de interpretar el significado de antiguas culturas. Por ejemplo, la sociedad medieval al analizar el arte romano.
- Gente que no comparte el mismo sistema de creencias. Por ejemplo, los cristianos al analizar el arte pagano.
- Gente que proviene de diferentes culturas. Por ejemplo, los europeos blancos al analizar el arte prehistórico.

De acuerdo con el académico John Fiske, la decodificación aberrante ocurre principalmente con códigos icónicos, específicamente en los mensajes visuales. Por ejemplo, en su análisis explica cómo las pinturas rupestres prehistóricas de animales a menudo se consideran gráciles y conmovedoras. Sin embargo, en 1960, Margaret Abercrombie afirmó que las pinturas son, de hecho, representaciones de animales muertos. Por lo tanto, si aceptamos la afirmación de Abercrombie, podemos argumentar que nuestra cultura moderna, donde valoramos a los animales vivos y rara vez nos encontramos con los muertos, nos ha llevado a una decodificación aberrante de las pinturas.